# Don't Be Afraid of the Dark (album)
Pour les articles homonymes, voir Don't Be Afraid of the Dark.
Albums de Robert Cray
Strong Persuader
(1986) Midnight Stroll
(1990)
Don't Be Afraid of the Dark est le sixième album studio de Robert Cray. Il a reçu le grammy Award du meilleur album de blues contemporain lors de la 31e cérémonie des Grammy Awards.